# João Silveira de Sousa
João Silveira de Sousa (Desterro, 4 de fevereiro de 1824 — Cabo de Santo Agostinho, 11 de dezembro de 1906) foi um advogado, jornalista, poeta e político brasileiro.

## Vida
Filho de José Silveira de Sousa e de Ana Casimira de Azevedo Veiga. Casou com Eugênia Amorim do Vale, filha de Severo Amorim do Vale. Bacharel em direito pela Faculdade de Direito de São Paulo, em 1849. 
Após mudar-se de sua cidade de origem para o Recife, foi nomeado, no ano de 1855, lente da Faculdade de Direito do Recife. No entanto, foi somente anos depois, em 1861, que tornou-se catedrático da instituição. Atuou, ainda, exercendo o cargo de diretor de 1889 a 1890.
No meio acadêmico jurídico, teve uma produção intelectual por meio de lições, as quais foram reunidas em volumes. Dentre elas, citam-se: Lições de Direito Natural (Recife, 1878); Preleções de Direito Público Universal (Recife, 1871); Lições Elementares de Direito das Gentes (Recife, 1889). As suas lições, segundo Clóvis Beviláqua, representavam os novos pensamentos revolucionários e liberais que vigoravam na época e tinham grande importância, pois traziam variadas noções a respeito das matérias que eram abordadas.

## Carreira Política
Foi presidente das províncias do Ceará, de 27 de julho de 1857 a 1858, do Maranhão, nomeado por carta imperial de 4 de julho de 1859, de 26 de setembro de 1859 a 24 de março de 1861, de Pernambuco, de 2 de outubro de 1862 a 13 de janeiro de 1864, e do Pará, de 4 de agosto de 1884 a 16 de julho de 1885.
Foi deputado à Assembleia Geral do Império, pela província de Santa Catarina, na 12ª legislatura (1864 — 1866), na 13ª legislatura (1867 — 1868), na 17ª legislatura (1878 — 1881), e na 21ª legislatura (1889), que não se reuniu devido à proclamação da república.
Foi Ministro das Relações Exteriores no Gabinete Zacarias, de 3 de agosto de 1866 a 16 de julho de 1868. Foi cavaleiro da Imperial Ordem de Cristo e professor da Faculdade de Direito do Recife.
Escreveu o livro de poemas Minhas Canções (1849).
Foi comendador da Imperial Ordem de Cristo.
É patrono da cadeira 18 da Academia Catarinense de Letras.